# Alex Freeman
Alexander Michael Freeman (ur. 9 sierpnia 2004 w Baltimore) – amerykański piłkarz występujący na pozycji prawego obrońcy, reprezentant Stanów Zjednoczonych, od 2023 roku zawodnik Orlando City.
Jego ojciec Antonio Freeman był zawodnikiem futbolu amerykańskiego.